# Eatoniella mortoni
Еатоніела мортоні (Eatoniella mortoni) — вид морських черевоногих молюсків родини Eatoniellidae.  Вперше описаний новозеландським мікробіологом Вінстоном Пондером у 1965 році. Вид є ендемічним у територіальних водах Нової Зеландії. Цей вид використовувався для вивчення наслідків окислення вод Світового океану, оскільки відомо, що він процвітає в середовищах, багатих вуглекислим газом .

## Таксономія
Вид був описаний як Eatoniella (Dardanula) mortoni в 1965 році Вінстоном Пондером, який назвав його на честь відомого новозеландського біолога Джона Мортона. Мортон допомагав Пондеру під час його ранніх досліджень цього виду.  Пондер синонімізував декілька раніше названих родів, у тому числі рід Dardanula відкритий 1915 року австралійським біологом Томом Айрдейлом, який тепер класифікується як підвид Eatoniella. 

## Опис
Еатоніела мортоні має тверду, конічну, гладку оболонку. Раковини можуть бути різноманітні за кольором, від фіолетово-темно-сірого до блідо-жовто-сірого.  Вид має розміри 1,85 міліметра на 1,13 міліметрів. 

## Поширення

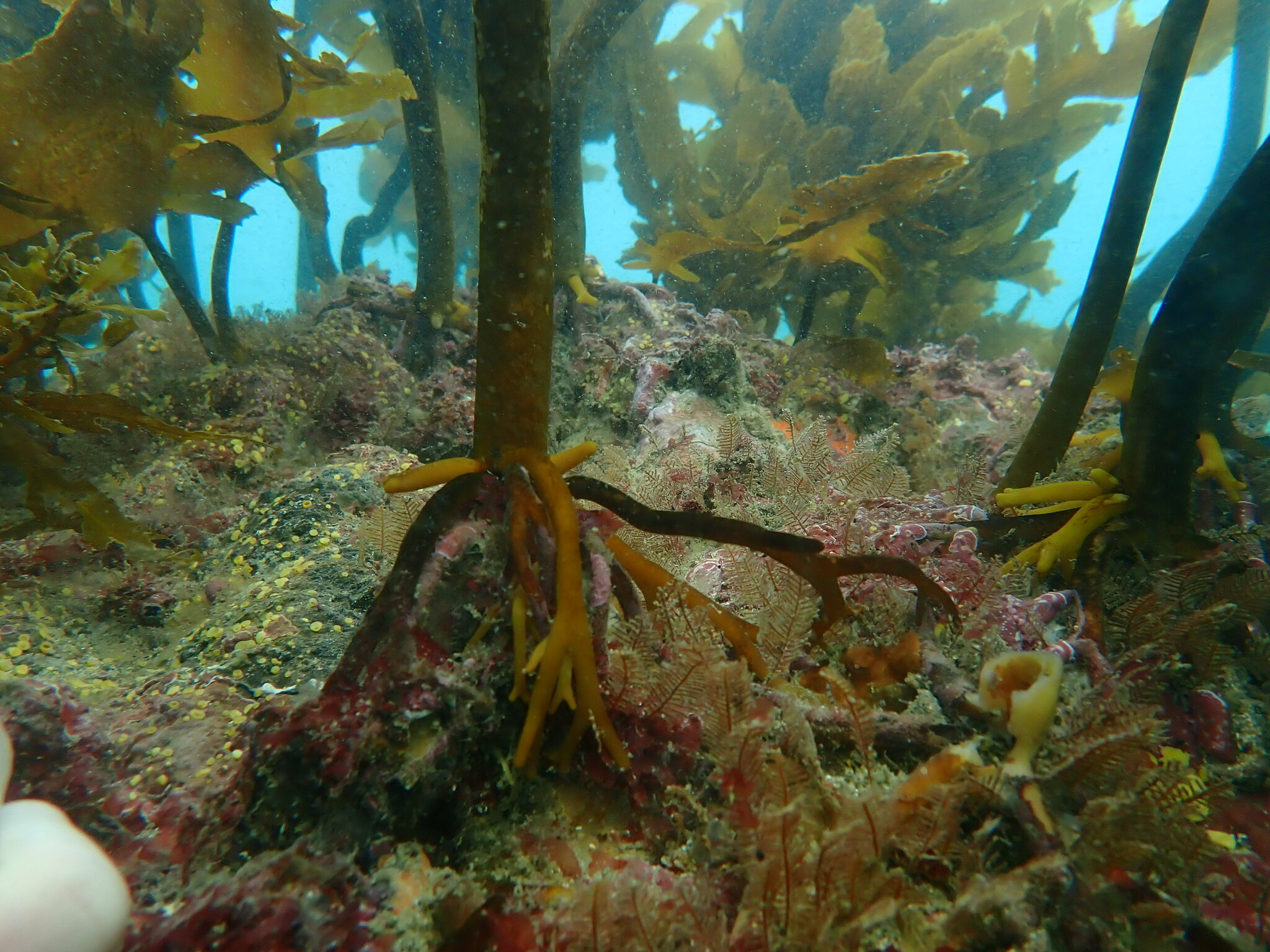
Цей вид часто живе на водоростях, таких як Ecklonia radiata

Вид є ендеміком територіальних вод Нової Зеландії.  Голотип виду був зібраний біологом Вінстоном Пондером 11 грудня 1961 року у бухті Дейс-Бей у Веллінгтоні.  Відомо, що вид зустрічається на обох узбережжях Північного та Південного островів Нової Зеландії.     Крім того, вид можна зустріти на архіпелазі Чатем  і вулканічному острові Вакаарі (білий острів). 
Як правило, цей вид можна знайти на водоростях під час відпливу  і під літоральними каміннями. Вид часто живе на таких видах водоростей, як Ecklonia radiata. 

## Дослідження підкислення океану

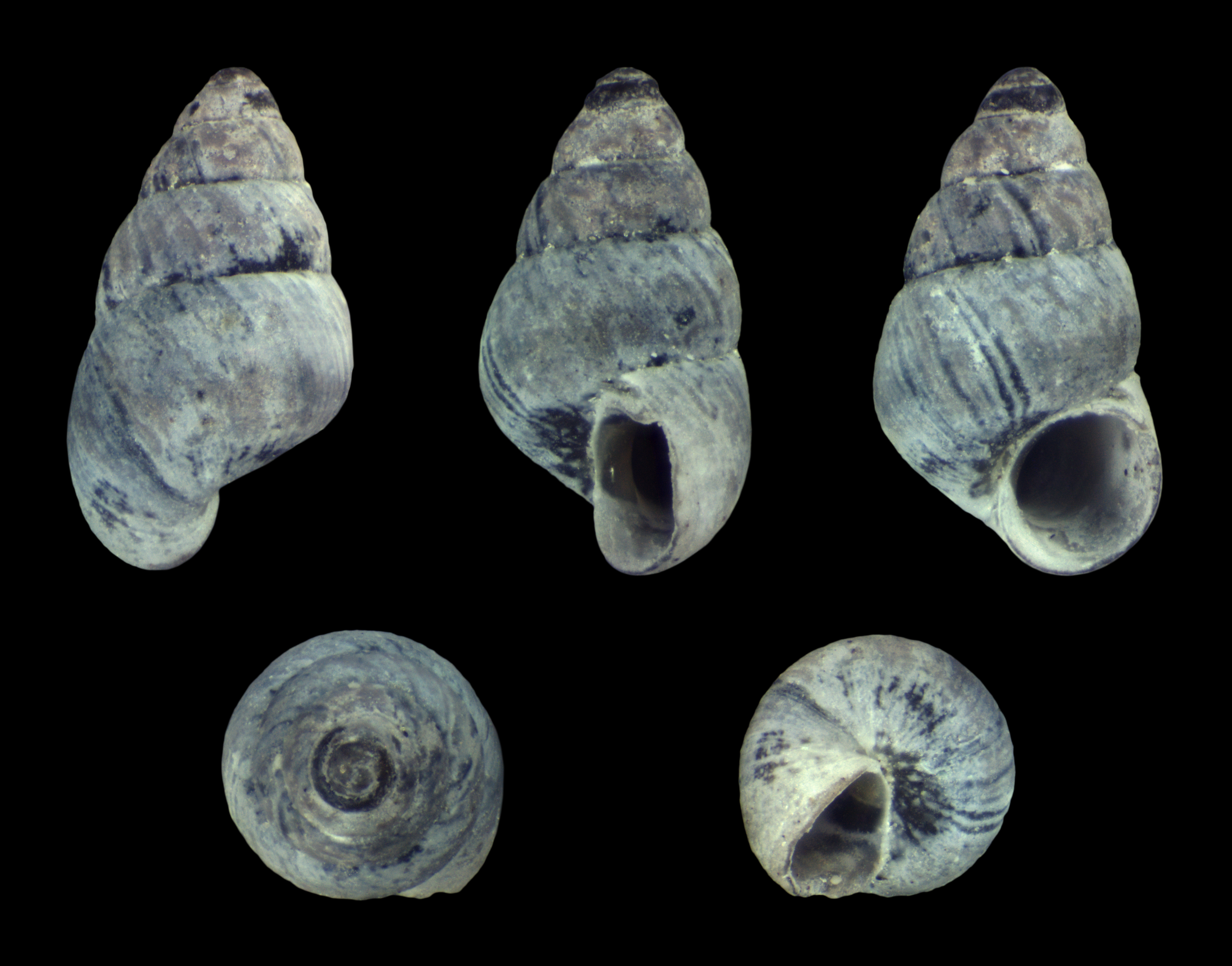
Різні ракурси екземпляра Eatoniella mortoni, знайденого в Національному парку Абель-Тасман

Eatoniella mortoni використовувався як вид для вивчення оксилення вод Світового океану, оскільки вид отримує користь від життя в середовищі, багатому вуглекислим газом, і залишається локалізованим    . Особливо важливі для досліджень зразки, отримані з вулканічного острова Вакарі, через їхній довготривалий вплив вуглекислого газу.  Eatoniella mortoni може виробляти більш кристалічні, міцні та менш пористі оболонки перебуваючи у зоні природних джерел вуглекислого газу. 